# Jan Hackaert

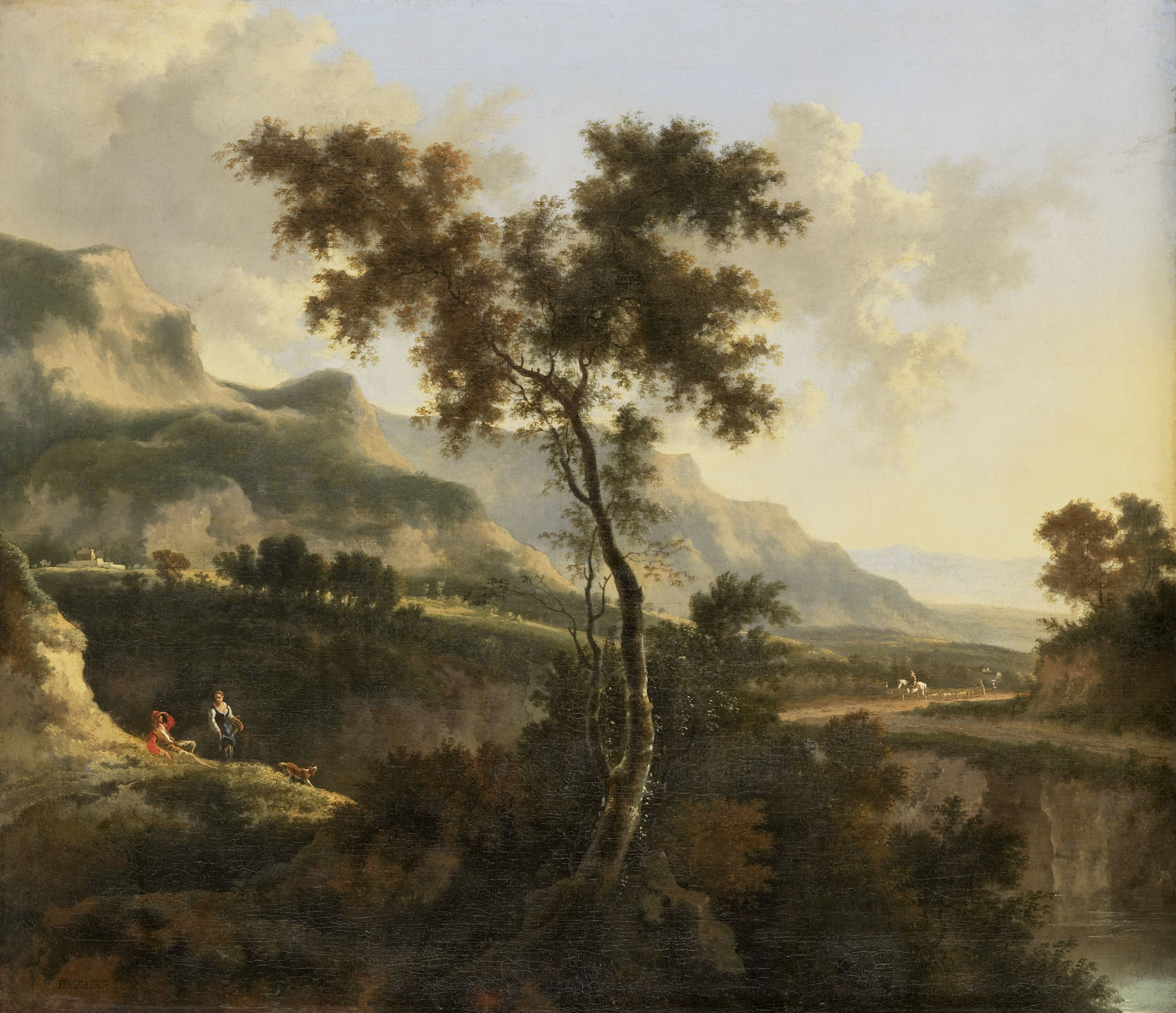
Bergachtig landschap, ok. 1660–1685

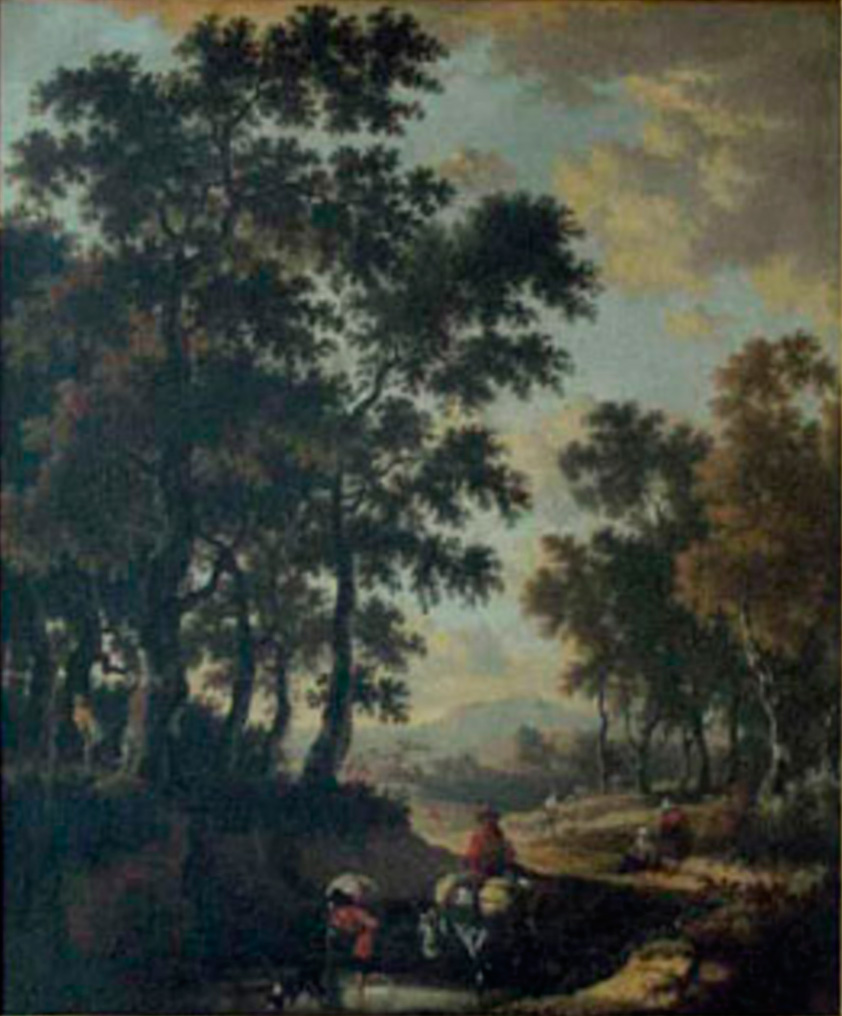
Reizigers in een landschap, ok. 1638–1652

Jan Hackaert (ochrzczony 1 lutego 1628 w Amsterdamie, zm. po 1685 tamże) – holenderski malarz, rysownik i akwaforcista barokowy.

## Życiorys
Uczeń Rudolfa Werdmüllera. W latach 1653–1656 kilkukrotnie odbył podróż wzdłuż Renu do Szwajcarii. Prawdopodobnie nie wyjechał do Włoch, jak od dawna przypuszczano. Około 1658 wrócił do Amsterdamu, gdzie osiedlił się na stałe.

## Twórczość
Malował głównie pejzaże, które można podziellić na dwie kategorie, obie przesycone nastrojowym światłem. Pierwszą były pejzaże italianizujące, zbliżone stylem do twórczości Jana Botha i Jana Asselijna (Jezioro Zuryskie, ok. 1660–1664). Druga kategoria to pejzaże leśne (Aleja brzozowa nad wodą, ok. 1675–1685), nierzadko ze scenami myśliwskimi (Polowanie na jelenia w lesie, 1660), wykazujące większą oryginalność artysty. Cieszyły się one dużą popularnością na rynku sztuki mu współczesnej, głównie dlatego, że odzwierciedlały dobrobyt i zamożne sposoby spędzania wolnego czasu, rzeczywiste lub pożądane przez potencjalnych nabywców. Sztafaż w pejzażach Hackaerta jest przypisywany Lingelbachowi, Berchemowi i van de Veldemu.
Będąc w Szwajcarii, Hackaert wykonał kilka dużych rysunków topograficznych, np. Widok na Via Mala (ołówek i brązowy tusz lawowany, 750×560 mm, 1655). Rysunki te powstały prawdopodobnie na potrzeby wielotomowego atlasu Laurensa van der Hema. W Amsterdamie wykonywał rysunki bardziej szkicowe i swobodniejsze, utrzymane w manierze Botha, którego prace zbierał i kopiował.
Hackaert zajmował się również akwafortą. Znanych jest siedem jego rycin, wszystkie przedstawiają krajobrazy północnoeuropejskie.
Wpływ stylu Hackaerta jest widoczny w twórczości Frederika de Moucherona.
Według Hofstedego de Groota ostatnie sygnowane dzieło Hackaerta pochodzi z 1685 i przypuszcza się, że w tym roku lub wkrótce potem artysta zmarł.

## Ważniejsze prace
- Jezioro Zuryskie, ok. 1660–1664, Rijksmuseum, Amsterdam
- Aleja brzozowa nad wodą, ok. 1675–1685, Rijksmuseum, Amsterdam
- Polowanie na jelenia w lesie, 1660, Muzeum Narodowe w Warszawie
- Aleja jesionów nad kanałem, Amsterdam,
- Włoski wieczór, Rotterdam,
- Jezioro Trazymeńskie o zachodzie słońca, Amsterdam.

## Galeria

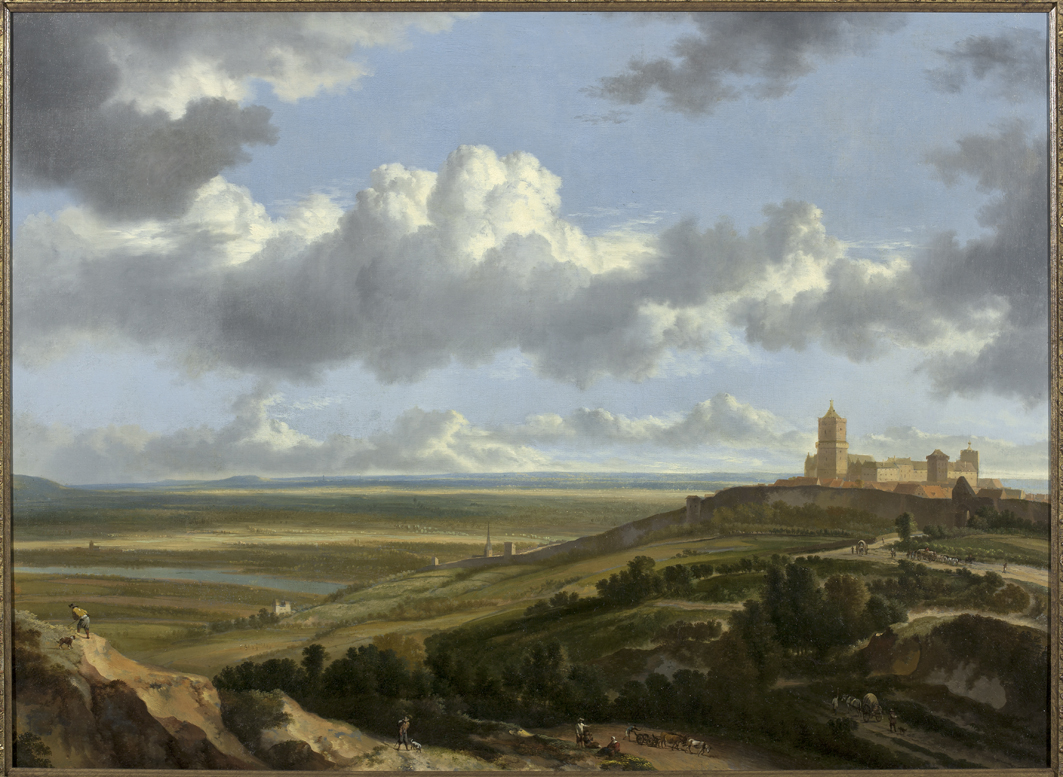
Widok na Zamek Schwanenburg w Kleve, ok. 1643–1705, Groninger Museum
- Polowanie na jelenia w lesie, 1660, Muzeum Narodowe w Warszawie
- Jezioro Zuryskie, ok. 1660–1664, Rijksmuseum, Amsterdam
- Aleja brzozowa nad wodą, ok. 1675–1685, Rijksmuseum, Amsterdam